# Stina Rosenberg
Stina Elisabet Rosenberg, född 1 maj 1981 i Örebro, är en svensk målare.
Stina Rosenberg utbildade sig på Helsjöns folkhögskola 2000-2001, Göteborgs konstskola 2001-2003 och på Konsthögskolan i Umeå 2003-2009.
Hon hade sin första separatutställning år 2006 Delar på Galleri 19 i Örebro och därefter 2011 Frivillig fast på Galleri Andersson/Sandström i Stockholm.
Hon fick 2013 Åke Andréns konstnärsstipendium.